# 西班牙海藻数据库
西班牙海藻数据库（西班牙語：Banco Español de Algas，縮寫 BEA），是西班牙的一個研发创新服务机构，隶属拉斯帕尔玛斯大学海洋生物技术中心，其主要职能是分离、识别、鉴定、认定、保存以及供应各类微藻和蓝藻。